# Спишски-Гргов
Спишски-Гргов (словац. Spišský Hrhov) — деревня и община в Словакии, в исторической области Спиш. Расположена между городами Левоча и Спишске-Подградье. Административно относится к району Левоча Прешовского края.
Через село проходит дорога 18, Европейский маршрут E50. Параллельно ей, севернее деревни проходит новая Автомагистраль D1.

## Население
| Год:                | 1994 | 2004     | 2014     | 2024     |
| ------------------- | ---- | -------- | -------- | -------- |
| Количество человек: | 859  | 1020     | 1408     | 1910     |
| Разница:            |      | +18,74 % | +38,03 % | +35,65 % |